# Галіча
Галіча (рум. Galicea) — село у повіті Вилча в Румунії. Адміністративний центр комуни Галіча.
Село розташоване на відстані 153 км на захід від Бухареста, 21 км на південь від Римніку-Вилчі, 76 км на північний схід від Крайови, 132 км на південний захід від Брашова.

## Населення
За даними перепису населення 2002 року у селі проживали 960 осіб, усі — румуни. Усі жителі села рідною мовою назвали румунську.